# Nemesia diffusa
Nemesia diffusa är en flenörtsväxtart som beskrevs av George Bentham. Nemesia diffusa ingår i släktet nemesior, och familjen flenörtsväxter. Inga underarter finns listade i Catalogue of Life.